# Ленг Нгет
Ленг Нгет (кхмер. ឡេង ង៉ែត; 1900—1975) — камбоджійський політик, прем'єр-міністр країни 1955 року.